# Radějovka
Radějovka je říčka v okrese Hodonín, levostranný přítok řeky Moravy. V poslední části toku v délce cca 2 km vede říčkou státní hranice se Slovenskem. Délka toku činí 16,6 km. Na říčním kilometru 5,318 do Radějovky zaúsťuje závlahový a plavební Baťův kanál, který výrazně navyšuje její průtok a díky kterému je říčka až po zdymadlo Rohatec v říčním kilometru 0,837 splavná pro malá plavidla. V přípravě je splavnění až po ústí do Moravy po vybudování plavební komory u jezu Rohatec.

## Průběh toku
Radějovka pramení na Vojšických loukách za západním úbočí kopce Kobyla v nadmořské výšce cca 460 m n. m. Nejprve teče severozápadním směrem, po cca 3,5 km protéká rybníkem Kejda a stáčí se západně. Po dalších 1,5 km se do něj zleva vlévá potok Járkovec. Následuje vodní nádrž Lučina, sloužící jako přírodní koupaliště. Pod hrází se poté zleva připojuje potok Vrbecká a směr toku se stáčí více na jihozápad. Po připojení několika bezejmenných přítoků se říčka stáčí opět na severozápad a protéká obcí Radějov. Po dalších čtyřech kilometrech se říčka stáčí opět na západ a směřuje k Petrovu, kde ji kříží železniční trať č. 343 a silnice I. třídy č. 55. Pod Petrovem pak na říčním kilometru 5,318 do říčky zprava zaúsťuje závlahový a plavební Baťův kanál a Radějovka se stává součástí plavební cesty. Po cca 2 km ji opět kříží silnice č. 55 a železniční trať, před kterou se nachází přístaviště Sudoměřice – výklopník. Na říčním kilometru 2,0 zleva zúsťuje Sudoměřický potok, kterým prochází hranice se Slovenskem a Radějovka se stává řekou hraniční. Na říčním kilometru 0,837 zadržuje vodu jez Rohatec, nad kterým je slovenský přístav Skalica. Pod jezem již není koryto splavné, je ale plánováno rozšíření jezu o plavební komoru, prohloubení toku a prodloužení splavnosti až po ústí do řeky Moravy.

### Větší přítoky
- Járkovec, zleva
- Vrbecká, zleva
- Baťův kanál, zprava
- Sudoměřický potok, zleva

## Vodní režim
Průměrný průtok Radějovky u ústí činí 0,2 m³/s.